# Jim Benning
James Elmer "Jim" Benning, född 29 april 1963, är en kanadensisk befattningshavare som var senast general manager för Vancouver Canucks i National Hockey League (NHL). Han är också före detta professionell ishockeyback som tillbringade nio säsonger i NHL, där han spelade för ishockeyorganisationerna Toronto Maple Leafs och just Vancouver Canucks. Han producerade 243 poäng (52 mål och 191 assists) samt drog på sig 461 utvisningsminuter på 610 grundspelsmatcher. Benning spelade också på lägre nivåer för Newmarket Saints i American Hockey League (AHL), Milwaukee Admirals i International Hockey League (IHL), A.S. Mastini Varese i Serie A och Portland Winter Hawks i Western Hockey League (WHL).
Han draftades i första rundan i 1981 års draft av Toronto Maple Leafs som sjätte spelare totalt.
Benning vann Stanley Cup som assisterande general manager för Boston Bruins för säsongen 2010-2011.
Han är äldre bror till den före detta ishockeyspelaren Brian Benning som spelade själv i NHL mellan 1985 och 1995 och farbror till ishockeyspelaren Matthew Benning som spelar för Edmonton Oilers.

## Statistik
| 1978–1979  | Fort Saskatchewan Traders | AJHL       | 45  | 14 | 57  | 71  | 10  | —  | — | —  | —  | —  |
|            | Portland Winter Hawks     | WHL        | —   | —  | —   | —   | —   | 3  | 0 | 0  | 0  | 0  |
| 1979–1980  | Portland Winter Hawks     | WHL        | 71  | 11 | 60  | 71  | 42  | 8  | 3 | 9  | 12 | 8  |
| 1980–1981  | Portland Winter Hawks     | WHL        | 72  | 28 | 111 | 139 | 61  | 9  | 1 | 5  | 6  | 16 |
| 1981–1982  | Toronto Maple Leafs       | NHL        | 74  | 7  | 24  | 31  | 46  | —  | — | —  | —  | —  |
| 1982–1983  | Toronto Maple Leafs       | NHL        | 74  | 5  | 17  | 22  | 47  | 4  | 1 | 1  | 2  | 2  |
| 1983–1984  | Toronto Maple Leafs       | NHL        | 79  | 12 | 39  | 51  | 66  | —  | — | —  | —  | —  |
| 1984–1985  | Toronto Maple Leafs       | NHL        | 80  | 9  | 35  | 44  | 55  | —  | — | —  | —  | —  |
| 1985–1986  | Toronto Maple Leafs       | NHL        | 52  | 4  | 21  | 25  | 71  | —  | — | —  | —  | —  |
| 1986–1987  | Toronto Maple Leafs       | NHL        | 5   | 0  | 0   | 0   | 0   | —  | — | —  | —  | —  |
|            | Newmarket Saints          | AHL        | 10  | 1  | 5   | 6   | 0   | —  | — | —  | —  | —  |
|            | Vancouver Canucks         | NHL        | 59  | 2  | 11  | 13  | 40  | —  | — | —  | —  | —  |
| 1987–1988  | Vancouver Canucks         | NHL        | 77  | 6  | 26  | 33  | 58  | 10 | 1 | 6  | 7  | 25 |
| 1988–1989  | Vancouver Canucks         | NHL        | 65  | 3  | 9   | 12  | 48  | 3  | 0 | 0  | 0  | 0  |
| 1989–1990  | Vancouver Canucks         | NHL        | 45  | 3  | 9   | 12  | 26  | —  | — | —  | —  | —  |
| 1990–1991  | Milwaukee Admirals        | IHL        | 66  | 1  | 31  | 32  | 75  | 6  | 0 | 0  | 0  | 0  |
| 1991–1992  | A.S. Mastini Varese       | Serie A    | 18  | 0  | 12  | 12  | 14  | 7  | 0 | 2  | 2  | 50 |
| NHL totalt | NHL totalt                | NHL totalt | 610 | 52 | 191 | 243 | 461 | 7  | 1 | 1  | 2  | 2  |
| WHL totalt | WHL totalt                | WHL totalt | 143 | 39 | 171 | 210 | 103 | 20 | 4 | 14 | 18 | 24 |